# Jiří Červenka
Jiří Červenka (ur. 5 marca 1943 w Jindřichův Hradec, zm. 30 maja 2021 w Pecku) – czeski poeta, prozaik i tłumacz z języka polskiego i ukraińskiego.
Studiował filozofię, filologię czeską i rosyjską na Uniwersytecie Jana Evangelisty Purkyněgo w Brnie. W latach 60. i 70. XX w. pracował jako robotnik leśny w Czechach i na Morawach, a także jako karkonoski tragarz oraz przemytnik. W latach 1978–2004 był kasztelanem na zamku Pecka.
Wiersze i przekłady publikował w samizdacie.

## Publikacje
- Paměť okamžiku (1996)[5]
- Konec sezony (2003), ISBN 80-902672-5-4.
- Na obou stranách (2005)[6]
- Uvidět Znojmo (2008)

## Działalność translatorska
- Andrzej Bart
- Andrij Bondar
- Wojciech Bonowicz
- Zbigniew Herbert
- Czesław Miłosz
- Leszek Kołakowski
- Karol Maliszewski Rok w drodze
- Kazimierz Orłoś
- Andrzej Stasiuk
- Andrzej Szczypiorski
- Stanisław Vincenz[3]